# Fiedierosijuni futboli Todżikiston
Fiedierosijuni futboli Todżikiston (cyr. Федеросиюни футболи Тоҷикистон) – ogólnokrajowy związek sportowy, działający na terenie Tadżykistanu, będący jedynym prawnym reprezentantem tadżyckiej piłki nożnej, zarówno mężczyzn, jak i kobiet, we wszystkich kategoriach wiekowych w kraju i za granicą. Siedziba związku mieści się w Duszanbe.

## Historia
Związek powstał w 1936 roku w ówczesnej Tadżyckiej SRR jako oddział Związku Piłki Nożnej ZSRR. 25 grudnia 1991 została organizowana niepodległa Federacja. Jej Prezydentem został wybrany Mirzo Mamadżonow. W 1993 poprzez głosowanie zdecydowano o przystąpieniu Tadżykistanu do Piłkarskiej Federacji Azji (AFC). Najpierw był członkiem asocjacyjnym, a w 1994 oficjalnie przystąpił do AFC. Również w tym że roku dołączył do FIFA. Jednak w 1995 ze względów politycznych został usunięty przez bojowego przywódcę Hodżę Karimowa. Dopiero po ucieknięciu z kraju i zgłoszeniu Karimowa w Interpol i w 2002 został wybrany nowy Prezydent Suhrob Kosimow. Od 2011 Prezydentem związku jest Rustam Emomali.

## Prezesowie
- 25.12.1991 – 1995: Mirzo Mamadżonow
- 1995 – 2002: Hodża Karimow
- 2002 – 2011: Suhrob Kosimow
- od 2011: Rustam Emomali